# کاسترونو
کاسترونو (به ایتالیایی: Castronno) یک کومونه در ایتالیا است که در استان وارزه واقع شده‌است.

## خصوصیات
کاسترونو ۳٫۷ کیلومترمربع مساحت و ۶٬۰۰۰ نفر جمعیت دارد و ۳۲۵ متر بالاتر از سطح دریا واقع شده‌است.